# میزبان (فیلم ۲۰۱۳)
میزبان (به انگلیسی: The Host) یک فیلم رمانتیک و علمی–تخیلی آمریکایی که بر اساس رمانی به همین نام نوشته استفانی مایر و نویسندگی و کارگردانی اندرو نیکول می‌باشد، که در ۲۹ مارس ۲۰۱۳ اکران شد. بازیگرانی همچون سورشا رونان، مکس آیرونز، جیک ایبل، دیانه کروگر و ویلیام هرت در آن ایفای نقش کرده‌اند.

## داستان
داستان میزبان در برهه‌ای از تاریخ کره زمین می‌گذرد که در آن بیگانگان علاوه بر اینکه بر زمین قدم گذاشته‌اند، دخل و تصرفی هم بر آن داشته‌اند. این بیگانگان، با به تسخیر درآوردن بدن انسان‌ها و کنترل ذهن آن‌ها (هنگامی که بدن تسخیر می‌شود، چشم‌ها روشن می‌شود و خاطرات هم پاک یا دستخوش تغییر می‌شود)، به نوعی می‌توان گفت که کنترل زمین را بر دست گرفته‌اند و تنها عده‌ای از انسان‌های واقعی باقی مانده‌اند که در حال مبارزه برای بازپس‌گیری هویتشان هستند.

## بازیگران
- سورشا رونان در نقش ملانی / واندرر
- جیک ایبل در نقش ایان
- مکس آیرن در نقش جرد
- فرانسیس فیشر در نقش مگی
- دیانه کروگر در نقش سیکر
- ویلیام هرت
- چندلر کانتربری در نقش جیمی استرایدر
- بوید هالبروک در نقش کایل
- اسکات لارنس در نقش دکتر
- ریچل رابرتس
- جی.دی. اورمور در نقش تروِر استرایدر
- امیلی براونینگ در نقش واندا
- فیل آستین
- الکس راسل در نقش سیکر برنز
- بوکیم وودبین در نقش نیت